# William MacKinnon
William Muir MacKinnon (18 gennaio 1852 – 24 maggio 1942) è stato un calciatore scozzese, di ruolo attaccante. Ha giocato nel Queen's Park con cui vinse 3 Coppe di Scozia e nella nazionale scozzese negli anni 70 dell'800.

## Biografia
Nacque il 18 Gennaio 1852 ha incominciato la sua carriera di calciatore negli anni 70 del XIX secolo, si ritirò verso la fine di quel decennio. Fuori dal calcio era un ingegnere siderurgico ed era un grande amante della musica ed aveva particolare talento per il canto. Morì il 24 Maggio 1942 all'età di 90 anni.

## Carriera

### Club
MacKinnon ha giocato per circa un decennio nel Queen's Park con cui vinse 3 Coppe di Scozia nel 1874, nel 1875 e nel 1876 (le prime 3 edizioni della coppa nazionale) e una Glasgow Merchants Charity Cup nel 1877. Come giocatore veniva descritto "un brillante artista del dribbling".

### Nazionale
Fece parte della nazionale scozzese che partecipò al primo incontro fra nazionali di tutti i tempi. Giocò in nazionale dal 1872 al 1879 collezionando 9 presenze, segnando 5 gol. Inoltre fu l'unico giocatore ad apparire in tutte le prime 7 partite ufficiali tra Scozia e Inghilterra, così divenne il primo detentore di un record di presenze della storia del calcio, il suo record venne superato nel Marzo del 1881 da Henry McNeil. È stato uno dei primi calciatori a eseguire il gesto tecnico della rovesciata e la sua più celebre è quella contro l'Inghilterra nel 1872.

## Statistiche

### Cronologia presenze e reti in nazionale
| Cronologia completa delle presenze e delle reti in nazionale ― Scozia | Cronologia completa delle presenze e delle reti in nazionale ― Scozia | Cronologia completa delle presenze e delle reti in nazionale ― Scozia | Cronologia completa delle presenze e delle reti in nazionale ― Scozia | Cronologia completa delle presenze e delle reti in nazionale ― Scozia | Cronologia completa delle presenze e delle reti in nazionale ― Scozia | Cronologia completa delle presenze e delle reti in nazionale ― Scozia | Cronologia completa delle presenze e delle reti in nazionale ― Scozia |
| Data                                                                  | Città                                                                 | In casa                                                               | Risultato                                                             | Ospiti                                                                | Competizione                                                          | Reti                                                                  | Note                                                                  |
| --------------------------------------------------------------------- | --------------------------------------------------------------------- | --------------------------------------------------------------------- | --------------------------------------------------------------------- | --------------------------------------------------------------------- | --------------------------------------------------------------------- | --------------------------------------------------------------------- | --------------------------------------------------------------------- |
| 30-11-1872                                                            | Glasgow                                                               | Scozia                                                                | 0 – 0                                                                 | Inghilterra                                                           | Amichevole                                                            | -                                                                     | Prima partita tra nazionali di tutti i tempi                          |
| 8-3-1873                                                              | Londra                                                                | Inghilterra                                                           | 4 – 2                                                                 | Scozia                                                                | Amichevole                                                            | -                                                                     | Prima sconfitta della nazionale scozzese                              |
| 7-3-1874                                                              | Glasgow                                                               | Scozia                                                                | 2 – 1                                                                 | Inghilterra                                                           | Amichevole                                                            | -                                                                     | Prima vittoria della nazionale scozzese                               |
| 6-3-1875                                                              | Londra                                                                | Inghilterra                                                           | 2 – 2                                                                 | Scozia                                                                | Amichevole                                                            | -                                                                     |                                                                       |
| 4-3-1876                                                              | Glasgow                                                               | Scozia                                                                | 3 – 0                                                                 | Inghilterra                                                           | Amichevole                                                            | 1                                                                     |                                                                       |
| 25-3-1876                                                             | Glasgow                                                               | Scozia                                                                | 4 – 0                                                                 | Galles                                                                | Amichevole                                                            | 1                                                                     | Prima amichevole ufficiale della nazionale del Galles                 |
| 3-3-1877                                                              | Londra                                                                | Inghilterra                                                           | 1 – 3                                                                 | Scozia                                                                | Amichevole                                                            | -                                                                     |                                                                       |
| 2-3-1878                                                              | Glasgow                                                               | Scozia                                                                | 7 – 2                                                                 | Inghilterra                                                           | Amichevole                                                            | 1                                                                     |                                                                       |
| 5-4-1879                                                              | Londra                                                                | Inghilterra                                                           | 5 – 4                                                                 | Scozia                                                                | Amichevole                                                            | 2                                                                     |                                                                       |
| Totale                                                                |                                                                       | Presenze                                                              | 9                                                                     |                                                                       | Reti                                                                  | 5                                                                     |                                                                       |

## Palmarès

### Club

#### Competizioni nazionali
- Coppa di Scozia: 3

Queen's Park:1873-1874, 1874-1875, 1875-1876